# バッド・ムーン・ライジング (バンド)
バッド・ムーン・ライジング（Bad Moon Rising）は、1990年、元ライオンのカル・スワンとダグ・アルドリッチが結成したハードロック・バンド。
1993年、共に元バンガロー・クワイアで元ハリケーン・アリスのイアン・メイヨー（ベース）とジャッキー・レイモス（ドラム）が加入。
1998年解散。

## メンバー
- カル・スワン (Kal Swan) - ボーカル
- ダグ・アルドリッチ (Doug Aldrich) - リードギター
- イアン・メイヨー (Ian Mayo) - ベース
- ジャッキー・レイモス (Jackie Ramos) - ドラム

## ディスコグラフィ

### スタジオ・アルバム
- 『バッド・ムーン・ライジング』 - Bad Moon Rising (1991年)
- 『ブラッド』 - Blood (1993年)
- 『オーピアム・フォー・ザ・マッシズ』 - Opium For The Masses (1995年)

### EP
- 『フル・ムーン・フィーバー』 - Full Moon Fever (1991年)
- 『ブラッド・オン・ザ・ストリーツ』 - Blood On The Streets (1993年)
- Junkyard Haze (1995年)

### コンピレーション・アルバム
- 『フレイムス・オン・ザ・ムーン』 - Flames On The Moon (1999年)
- Full Moon Collection (2005年)